# Shayne King
Shayne King (New Plymouth, 1975) is een Nieuw-Zeelands voormalig motorcrosser.

## Carrière
King begon zijn carrière in het Wereldkampioenschap motorcross in 1993. Na enkele ereplaatsen behaalde hij de wereldtitel 500cc in 1996 met KTM. Hij verdedigde zijn titel in 1997, maar eindigde op de derde plaats. In 1998 had hij een matig seizoen en kwam niet verder dan een achtste plaats in de eindstand. King reed nog tot en met 2001 in de 500cc, maar besliste dan om te stoppen met het professionele motorcross.

## Palmares
- 1996: Wereldkampioen 500cc